# Stazione di Longobardi
La stazione di Longobardi è una stazione ferroviaria posta sulla linea Battipaglia-Reggio Calabria. Serve il centro abitato di Longobardi.

## Strutture e impianti
La stazione dispone di 2 binari. Le banchine laterali sono collegate tra loro da un sottopasso.

## Movimento
La stazione era servita dai treni della relazione lenta Paola - Reggio Calabria Centrale. Al momento è senza traffico.

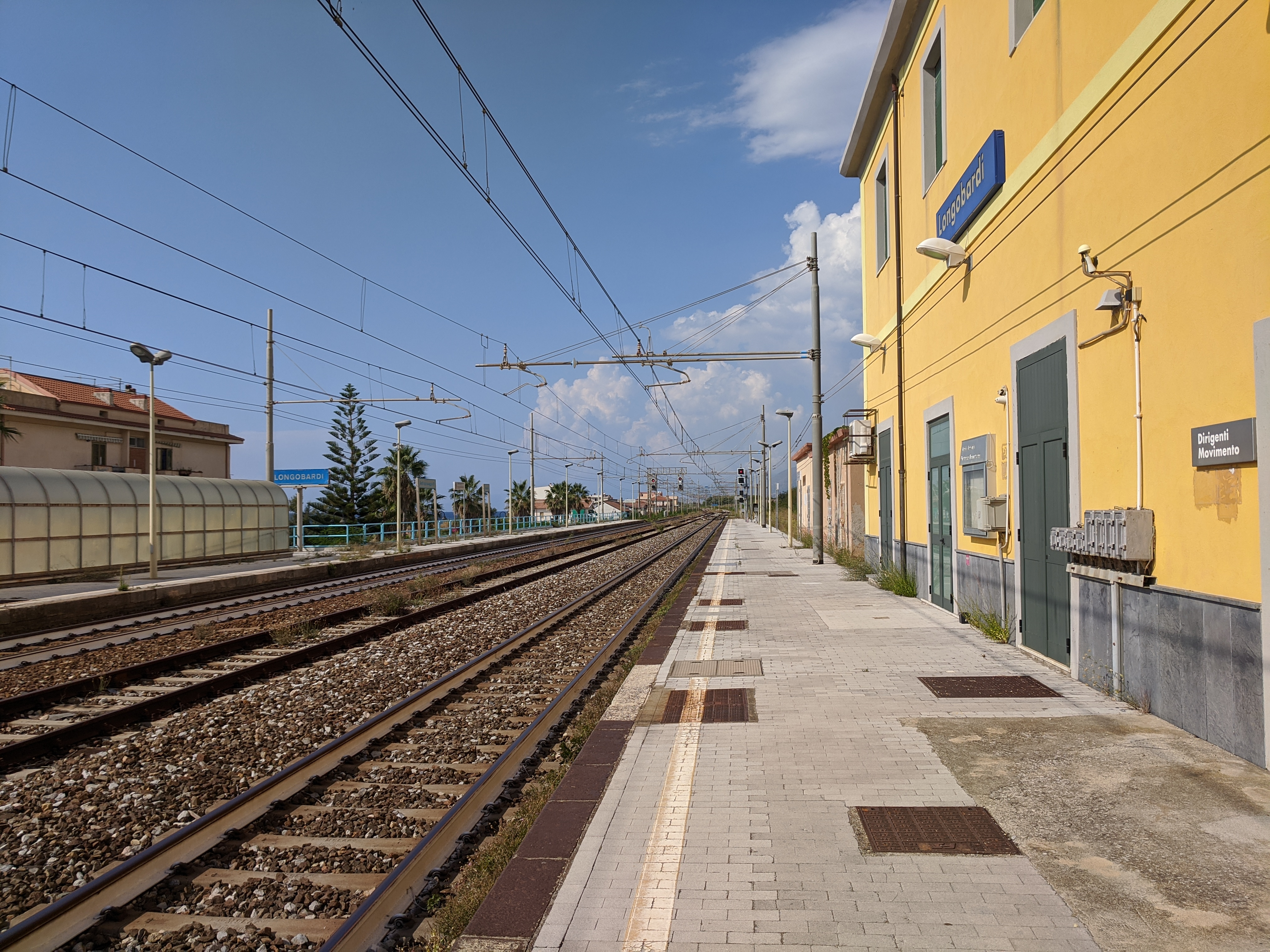
Vista binari